# يان هوبن
يان هوبن (بالهولندية: Jan Huppen)‏ (مواليد 24 سبتمبر 1942) هو ملاكم هولندي، مثّل بلاده في الألعاب الأولمبية الصيفية 1964.

## روابط خارجية
يان هوبن على موقع أوليمبيديا (الإنجليزية)